# Бляйбтрой, Карл
Карл Бляйбтрой (Блейбтрей) (нем. Karl Bleibtreu, 13 января 1859, Берлин — 30 января 1928, Локарно) — немецкий писатель и драматург, представитель раннего натурализма, основатель главного органа движения «Die Gesellschaft», один из основателей «Deutsche Bühne» (Немецкий театр) в Берлине, автор известной брошюры «Revolution der Literatur» (1886), где дана программа натуралистической школы.

## Биография
Сын Георга Блябтроя (1828—1892), немецкого художника. В 1884 бросил учёбу на факультете искусств в Берлинском университете, и путешествовал по Европе, посетив Бельгию, Венгрию, Италию и Великобританию. В том же году стал редактором берлинской газеты «Kleines Tagblatt».
С 1885 года работал как внештатный журналист в Берлин-Шарлоттенбург, в 1886—1888 г. редактировал журнал «Magazin für die Litteratur des Inn- und Auslandes», с 1888 по 1890 год работал в журнале «Die Gesellschaft: realistische Wochenschrift für Literatur, Kunst und Leben» (Общество: реалистичный еженедельник по литературе, искусству и жизни).
В 1890 году вместе с Конрадом Альберти, основал «Deutsche Bühne» («Немецкий театр») в Берлине, как противовес известному тогда «Freie Bühne» («Открытому театру»). 
С 1908 года он жил в Цюрихе.

## Творчество
С молодости посвятил себя литературе, примкнув к новогерманской реалистической школе.
В 1886 году опубликовал работу «Revolution der Literatur», которая сделала его имя синонимом революции в литературе Германии, содержавшая программу натуралистической школы.
По форме К. Бляйбтрой никогда не был настоящим натуралистом, но ряд его рассказов («Kraftkuren», 1885; «Schlechte Gesellschaft», 1885) на социальные темы написаны в духе этого направления. Им написаны также социальные повести: «Aus Norwegens Hochlande» (2 изд., 1883) и др., а также романы: «Grössenwahn» (3 ч., 1885) и др.
В многочисленных романах и драмах писателя характерны стремления к сверхчеловеческому (под влиянием философии Ницше), к господству над окружающим (Кромвель в «Eine Faust der Tat», Ч. Борджия в «Der Dämon», Наполеон в «Der Imperator» и др.), пристрастие к военным темам. Большую известность снискал себе своими военными рассказами («Dies irae», 1882, 2 изд., 1883, о битве при Седане, «Wer weiss es?» (5 изд., 1884) и др.).
Среди лирических произведения К. Бляйбтроя: «Lyrisches Taschenbuch» (1884); «Lieder aus Tirol» (1885); «Welt und Wille» (1886).
Наибольший интерес представляют его исторические драмы и произведения на военные темы. В 1880-х годах он написал «Geschichte der englischen Literatur im XIX Jahrh.» (1887, 2 тт.). Его «История английской литературы» (Лейпциг, 1887, 2 т.) заключает в себе прекрасную характеристику Байрона, избранного им также героем одной из драм «Lord Byron». Писателю принадлежит также книга о Байроне («Byron, der Übermensch»).
Известностью пользуются также драмы К. Бляйбтроя «Harold der Sachse», «Volk und Vaterland» и др.
Он первый высказал предположение, что одним из авторов шекспировских пьес является граф Ратленд.
К. Бляйбтрой был известен своей критикой агрессивно-догматического стиля, связанной с националистическими и антисемитскими взглядами писателя. Его последняя работа была написана под сильным влиянием теории Ницше о Сверхчеловеке.
Подобно своему другу, писателю-натуралисту Михаэлю Георгу Конраду, Бляйбтрой на протяжении всей своей жизни вёл непримиримую борьбу с литературной критикой. Главной претензией Бляйбтроя к критикам было их частое злоупотребление своим влиянием на успешность карьеры того или иного писателя. Бляйбтрой, не скрывавший своих антисемитских взглядов, заявлял даже о существования еврейского заговора в прессе.